# Élection présidentielle ouest-allemande de 1959
L’élection présidentielle allemande de 1959 (en allemand : Wahl des deutschen Bundespräsidenten 1959), troisième élection présidentielle de la République fédérale d'Allemagne, se tient le 1er juillet 1959, afin d'élire le président fédéral pour un mandat de cinq ans au suffrage indirect.
Le président sortant Theodor Heuss, en fonction depuis dix ans, n'est pas rééligible pour un troisième mandat. Le ministre fédéral de l'Agriculture Heinrich Lübke, candidat des Unions chrétiennes, est élu chef de l'État au second tour de scrutin.

## Mode de scrutin
Le président fédéral (en allemand : Bundespräsident) est le chef de l'État de la République fédérale d'Allemagne.
Il est élu pour un mandat de cinq ans renouvelable une fois consécutivement par l'Assemblée fédérale (Bundesversammlung). Elle se compose de l'ensemble des députés du Bundestag et d'un nombre égal de délégués des Länder élus par leurs assemblées parlementaires.
L'élection est acquise si un candidat remporte un nombre de voix équivalent à la majorité absolue des membres de l'Assemblée. Si aucun postulant n'a obtenu un tel résultat après deux tours de scrutin, un troisième tour est organisé où la majorité simple des voix est suffisante pour l'emporter.

### Composition de l'Assemblée fédérale
L'Assemblée fédérale se réunit au parc des expositions de Berlin-Ouest, sous la présidence d'Eugen Gerstenmaier, président du Bundestag.
|                             |     |     |     |     |    |    |        |       |  |  |  |  |  |
| Land                        | SPD | FDP | CDU | CSU | DP | BP | GB/BHE | Total |  |  |  |  |  |
| Land                        |     |     |     |     |    |    |        | Total |  |  |  |  |  |
| Bade-Wurtemberg             | 21  | 12  | 33  | 33  | 0  | 0  | 4      | 70    |  |  |  |  |  |
| Bavière                     | 28  | 3   | 44  | 44  | 0  | 6  | 7      | 88    |  |  |  |  |  |
| Berlin                      | 12  | 0   | 9   | 9   | 0  | 0  | 0      | 21    |  |  |  |  |  |
| Brême                       | 4   | 0   | 1   | 1   | 1  | 0  | 0      | 6     |  |  |  |  |  |
| Hambourg                    | 10  | 1   | 6   | 6   | 0  | 0  | 0      | 17    |  |  |  |  |  |
| Hesse                       | 22  | 4   | 15  | 15  | 0  | 0  | 3      | 44    |  |  |  |  |  |
| Basse-Saxe                  | 26  | 3   | 20  | 20  | 8  | 0  | 5      | 62    |  |  |  |  |  |
| Rhénanie-du-Nord-Westphalie | 59  | 11  | 77  | 77  | 0  | 0  | 0      | 147   |  |  |  |  |  |
| Rhénanie-Palatinat          | 12  | 3   | 17  | 17  | 0  | 0  | 0      | 32    |  |  |  |  |  |
| Sarre                       | 2   | 3   | 5   | 5   | 0  | 0  | 0      | 10    |  |  |  |  |  |
| Schleswig-Holstein          | 9   | 1   | 11  | 11  | 0  | 0  | 1      | 22    |  |  |  |  |  |
| Délégués                    | 205 | 41  | 194 | 44  | 9  | 6  | 20     | 519   |  |  |  |  |  |
| Bundestag                   | 181 | 44  | 224 | 55  | 15 | 0  | 0      | 519   |  |  |  |  |  |
| Total                       | 386 | 85  | 418 | 99  | 24 | 6  | 20     | 1038  |  |  |  |  |  |

## Candidats
| Candidat | Candidat | Candidat        | Candidat | Parti                                        | Fonction |
| -------- | -------- | --------------- | -------- | -------------------------------------------- | --- |
|          |          | Max Becker (de) | 71 ans   | Parti libéral-démocrate (FDP)                | Député fédéral de Hesse Vice-président du Bundestag                                                              |
|          |          | Heinrich Lübke  | 64 ans   | Union chrétienne-démocrate d'Allemagne (CDU) | Député fédéral de Rhénanie-du-Nord-Westphalie Ministre fédéral de l'Alimentation, de l'Agriculture et des Forêts |
|          |          | Carlo Schmid    | 62 ans   | Parti social-démocrate d'Allemagne (SPD)     | Député fédéral de Bade-Wurtemberg Vice-président du Bundestag Ancien président d'État de Wurtemberg-Hohenzollern |

## Résultats
| Candidat                 | Candidat                 | Parti                    | 1er tour | 1er tour | 2e tour  | 2e tour  |
| Candidat                 | Candidat                 | Parti                    | Voix     | %        | Voix     | %        |
| ------------------------ | ------------------------ | ------------------------ | -------- | -------- | -------- | -------- |
|                          | Heinrich Lübke           | CDU                      | 517      | 49,81    | 526      | 50,67    |
|                          | Carlo Schmid             | SPD                      | 385      | 37,09    | 386      | 37,19    |
|                          | Max Becker (de)          | FDP                      | 104      | 10,02    | 99       | 9,54     |
|                          |                          |                          |          |          |          |          |
| Majorité requise         | Majorité requise         | Majorité requise         | 520 voix | 520 voix | 520 voix | 520 voix |
|                          |                          |                          |          |          |          |          |
| Suffrages exprimés       | Suffrages exprimés       | Suffrages exprimés       | 1 006    | 99,31    | 1 011    | 99,61    |
| Votes blancs et nuls     | Votes blancs et nuls     | Votes blancs et nuls     | 7        | 0,69     | 4        | 0,39     |
| Total                    | Total                    | Total                    | 1 013    | 100      | 1 015    | 100      |
| Abstentions              | Abstentions              | Abstentions              | 25       | 2,41     | 22       | 2,12     |
| Absents                  | Absents                  | Absents                  | 0        | 0,00     | 1        | 0,10     |
| Inscrits / participation | Inscrits / participation | Inscrits / participation | 1 038    | 97,59    | 1 038    | 97,78    |